# Bound Brook
Bound Brook é um distrito localizado no estado americano de Nova Jérsei, no Condado de Somerset.

## Demografia
Segundo o censo americano de 2000, a sua população era de 10.155 habitantes. 
Em 2006, foi estimada uma população de 10.225, um aumento de 70 (0.7%).

## Geografia
De acordo com o United States Census Bureau tem uma área de 
4,4 km², dos quais 4,4 km² cobertos por terra e 0,0 km² cobertos por água. Bound Brook localiza-se a aproximadamente 77 m acima do nível do mar.

## Localidades na vizinhança
O diagrama seguinte representa as localidades num raio de 8 km ao redor de Bound Brook. 